# باتريك جاي ريان
باتريك جاي ريان (بالإنجليزية: Patrick J. Ryan)‏ هو عسكري أمريكي، ولد في 12 ديسمبر 1902 في Manannah Township, Meeker County, Minnesota ‏ في الولايات المتحدة، وتوفي في 5 يونيو 1975 في واشنطن العاصمة في الولايات المتحدة.